# Hármaspatak
Hármaspatak (Valea Târnei), település Romániában, a Partiumban, Bihar megyében.

## Fekvése
Élesdtől északkeletre fekvő település.

## Nevének eredete
Nevét Petri Mór szerint a mellette elfolyó Valea Ternei = Váljá Ternëjtől vette. (Terna-patak=hármas patak)

## Története
Hármaspatak nevét 1830-ban említette először oklevél Hármaspatak néven.
Tót telepítésű falu, melynek lakói 1830-ban  költöztek ide Zemplén vármegyéből.
Róm. kath. egyháza Sólyomkő filiája.
1847-ben 510 lakósából 493 római katolikus, 4 görögkatolikus, 13 izraelita volt
1888-ban Szilágy vármegye Szilágysomlyói járásához tartozott.